# Тернівська волость (Куп'янський повіт)
Тернівська волость — адміністративно-територіальна одиниця Куп'янського повіту Харківської губернії з центром у слободі Терни.
Станом на 1885 рік складалася з 11 поселень, 10 сільських громад. Населення — 7973 осіб (4217 чоловічої статі та 3756 — жіночої), 1300 дворових господарств.
|                     | Площа, десятин | У тому числі орної, дес. |
| ------------------- | -------------- | ------------------------ |
| Сільських громад    | 13705          | 11252                    |
| Приватної власності | 11988          | 5440                     |
| Казенної власності  | 154            | 102                      |
| Іншої власності     | 100            | 75                       |
| Загалом             | 25947          | 16869                    |

Основне поселення волості:
- Терни — колишня державна слобода при річці Жеребець за 60 верст від повітового міста, 1784 осіб, 397 дворів, православна церква, школа, лавка, 2 ярмарки на рік.
- Невське — колишнє державне село при річці Жеребець, 697 осіб, 106 дворів.
- Торська — колишнє власницьке село при річці Жеребець, 3140 осіб, 506 дворів, православна церква, школа, 2 ярмарки на рік.
- Ямполівка — колишнє державне село при річці Жеребець, 789 осіб, 125 дворів.